# Bernadette Peters
Bernadette Lazzara (ur. 28 lutego 1948 w Nowym Jorku) – amerykańska aktorka.

## Życiorys
Peters jest utytułowaną i popularną aktorką broadwayowską, indywidualnie była siedmiokrotnie nominowana do Nagrody Tony, którą zdobyła dwukrotnie, trzykrotnie zdobyła Drama Desk Award do której była nominowana osiem razy.

## Nagrody
- Złoty Glob 1981: Grosz z nieba (Najlepsza Aktorka w Komedii lub Musicalu)